# Gaetano Saya

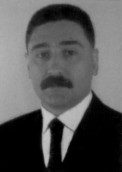
Gaetano Saya

Gaetano Saya (Messina, 1956) é um político italiano de extrema direita, líder do partido neofascista Novo Movimento Social Italiano - Direita Nacional.
Saya afirma ter feito parte da  Gladio e da rede anticomunista stay-behind da Otan,  durante a Guerra Fria, além de ter estado envolvido na estratégia da tensão na Itália, durante os anos de chumbo.
Em novembro de 2004, Gaetano Saya foi encarregado de um discurso de ódio, pregando a supremacia branca, o qual foi difundido através do website do seu partido.
Foi preso em 2005 pelo promotor de Gênova, sob a acusação de constituir uma polícia paralela  denominada  Dipartimento Studi Strategici Antiterrorismo (Departamento de Estudos Estratégicos Antiterrorismo), conhecido como DSSA).
Segundo declarações de fontes do judiciário, escutas telefônicas sugeriram que membros do DSSA estavam planejando sequestrar Cesare Battisti, ex-membro da Proletários Armados pelo Comunismo (PAC.